# Liste der denkmalgeschützten Objekte in Sankt Georgen ob Judenburg
Die Liste der denkmalgeschützten Objekte in Sankt Georgen ob Judenburg enthält die 10 denkmalgeschützten, unbeweglichen Objekte der Gemeinde Sankt Georgen ob Judenburg im steirischen Bezirk Murtal.

## Denkmäler
| Foto |                 | Denkmal                                                                                                   | Standort                                               | Beschreibung | Metadaten |
| ---- | --------------- | --- | ------------------------------------------------------ | --- | --- |
| ja   | Datei hochladen | Schloss Pichlhofen HERIS-ID: 37359 Objekt-ID: 36475                                                       | Pichlhofen 1 Standort KG: Pichlhofen                   | Das Schloss Pichlhofen (auch Pichelhofen) wurde zwischen 1580 und 1608 von Adam von Gallenberg auf die heutige Form umgestaltet. Der dreigeschoßige Vierflügelbau hat einen Arkadenhof mit zum Teil eisernen Fensterkörben. Die Halle im 1. Obergeschoß trägt Wandmalereien mit Landschaftsdarstellungen von Ende des 17. Jahrhunderts, die Tür trägt das Wappen der Pranckh (Familie der Frau Gallenberg). Im 2. Obergeschoß gibt es reichgestaltete, mit 1604 datierte Türen. Ofen aus dem Jahre 1558. | BDA-Hist.: Q37975203 Status: Bescheid Stand der BDA-Liste: 2025-06-30 Name: Schloss Pichlhofen GstNr.: .1 Schloss Pichlhofen                                                                      |
| ja   | Datei hochladen | Bauernhaus, Rauchstubenhaus vulgo Giefer HERIS-ID: 75153 Objekt-ID: 88628                                 | Pichlhofen 7 Standort KG: Pichlhofen                   | Das Rauchstubenhaus vulgo Giefer in Pichlhofen stammt in seinem heutigen Erscheinungsbild weitgehend aus dem mittleren 17. Jahrhundert, ein älterer Kern dürfte vorhanden sein. Die Anordnung der Räume mit Wohnkammern, Rauchstube und Wirtschaftsräumen sowie Backofen ist typisch für die ländliche Lebens- und Wohnform der Obersteiermark, das Haus zeigt die im ländlichen Bereich lange üblichen historischen Baumaterialien und -techniken. Das Haus war bis vor wenigen Jahrzehnten noch bewohnt und als Bauernhof in Verwendung. | BDA-Hist.: Q38138363 Status: Bescheid Stand der BDA-Liste: 2025-06-30 Name: Bauernhaus, Rauchstubenhaus vulgo Giefer GstNr.: .6 Rauchstubenhaus vulgo Giefer, Pichlhofen                          |
| ja   | Datei hochladen | Ehem. Aufnahmsgebäude St. Georgen ob Judenburg (Personalwohnhaus) HERIS-ID: 45780 Objekt-ID: 47210        | Pichlhofen 27 Standort KG: Pichlhofen                  | Das Aufnahmsgebäude der ehemaligen Kronprinz Rudolf Bahn wurde 1868 erbaut. | BDA-Hist.: Q38017521 Status: Bescheid Stand der BDA-Liste: 2025-06-30 Name: Ehem. Aufnahmsgebäude St, Georgen ob Judenburg (Personalwohnhaus) GstNr.: .48                                         |
| BW   | Datei hochladen | Befestigte urgeschichtliche Höhensiedlung auf dem Gerschkogel HERIS-ID: 113206 Objekt-ID: 131466seit 2019 | Standort KG: Pichlhofen                                | Am Gerschkogel (1231 m) befand sich eine der größeren befestigten Höhensiedlungen der Steiermark in strategischer wie auch verkehrsgeografischer Gunstlage inmitten alter Bergbaureviere. Mit ihrer ausgeprägten, mehrfach gestaffelten Abschnittsbefestigung und der ausgeklügelten Toranlage ist sie die bislang einzige vermutlich jüngereisenzeitliche Befestigung in der Obersteiermark. Der Gerschkogel liegt nur etwa 12 km westlich des bekannten Falkenberges mit den Hallstattgräbern um Judenburg, weist aber eine wesentlich längere, wahrscheinlich über 1000 Jahre andauernde Besiedlung bis in die augusteische Zeit auf. Mit Stand 2017 liegen nur Raubgrabungsfunde vor, die auch noch nur zum Teil bekannt und zugänglich sind, jedoch durchaus eine überregionale Bedeutung der Höhensiedlung, insbesondere in der jüngeren Eisenzeit, andeuten: Die ältesten Funde könnten vom Übergang der Spätbronzezeit zur älteren Urnenfelderzeit stammen; in der jüngeren Urnenfelderzeit befand sich hier schon eine größere Siedlung, die sich in die ältere und jüngere Hallstattzeit fortsetzt. Die Bedeutung in der Hallstattzeit steht vermutlich im Zusammenhang mit den zwei erst kürzlich entdeckten Großgrabhügeln im nahen Thaling (), etwa 1 km nordöstlich. Die teilbekannten Funde umfassen eine große Zahl an keltischen Silbermünzen, sowie eine Goldmünze und zwei republikanische Silbermünzen. Gefundene Gerätschaften und die Reste von Bergbaugezähe und Luppen weisen auf wirtschaftliche Tätigkeiten hin. Anmerkung: Die Höhensiedlung erstreckt sich über Hänge des Gerschkogels in den Gemeinden Pöls-Oberkurzheim und Sankt Georgen ob Judenburg. | BDA-Hist.: Q105647032 Status: Bescheid Stand der BDA-Liste: 2025-06-30 Name: Befestigte urgeschichtliche Höhensiedlung auf dem Gerschkogel GstNr.: 391, 392                                       |
| ja   | Datei hochladen | Kath. Pfarrkirche hl. Johann und Friedhof HERIS-ID: 77706 Objekt-ID: 91337                                | Scheiben Standort KG: Scheiben                         | → Hauptartikel : Pfarrkirche Scheiben f1 | BDA-Hist.: Q38150231 Status: § 2a Stand der BDA-Liste: 2025-06-30 Name: Kath. Pfarrkirche hl. Johann und Friedhof GstNr.: .21, 459 Pfarrkirche Scheiben                                           |
| ja   | Datei hochladen | Ehem. Pfarrhof HERIS-ID: 77710 Objekt-ID: 91341                                                           | Scheiben 1 Standort KG: Scheiben                       | | BDA-Hist.: Q38150264 Status: § 2a Stand der BDA-Liste: 2025-06-30 Name: Pfarrhof ehem. GstNr.: .20 Pfarrhof Scheiben                                                                              |
| BW   | Datei hochladen | Bauernhofanlage vulgo Oberer Schaffer HERIS-ID: 77720 Objekt-ID: 91351seit 2013                           | Scheiben 19 Standort KG: Scheiben                      | | BDA-Hist.: Q38150291 Status: Bescheid Stand der BDA-Liste: 2025-06-30 Name: Bauernhofanlage vulgo Oberer Schaffer GstNr.: .50                                                                     |
| ja   | Datei hochladen | Kath. Pfarrkirche hl. Georg, Friedhof und Aufbahrungshalle HERIS-ID: 51821 Objekt-ID: 57620               | Sankt Georgen ob Judenburg Standort KG: St. Georgen    | Bei Sanierungsarbeiten im Jahr 1987 wurden romanische Wandmalereien aus der ersten Hälfte des 13. Jahrhunderts freigelegt, auf welchen Szenen aus dem Leben des hl. Georg dargestellt sind. | BDA-Hist.: Q38047884 Status: § 2a Stand der BDA-Liste: 2025-06-30 Name: Kath. Pfarrkirche hl. Georg, Friedhof und Aufbahrungshalle GstNr.: .160, 957, .161 Pfarrkirche Sankt Georgen ob Judenburg |
| ja   | Datei hochladen | ehem. Mesnerhaus und Schule HERIS-ID: 77572 Objekt-ID: 91202                                              | Sankt Georgen ob Judenburg 3 Standort KG: St. Georgen  | | BDA-Hist.: Q38149920 Status: § 2a Stand der BDA-Liste: 2025-06-30 Name: ehem. Mesnerhaus und Schule GstNr.: .163 Mesnerhaus St. Georgen ob Judenburg                                              |
| ja   | Datei hochladen | Pfarrhof HERIS-ID: 51820 Objekt-ID: 57619                                                                 | Sankt Georgen ob Judenburg 25 Standort KG: St. Georgen | Der stattliche Pfarrhof wurde 1764 bis 1766 erbaut. Er hat barocke Fenstergitter. | BDA-Hist.: Q38047877 Status: § 2a Stand der BDA-Liste: 2025-06-30 Name: Pfarrhof GstNr.: .157 Pfarrhof St. Georgen ob Judenburg                                                                   |